# الیمپوس سی-۷۴۰یوزد
الیمپوس سی-۷۴۰یوزد (به انگلیسی: Olympus C-740UZ) یک دوربین عکاسی ساخت شرکت الیمپوس است.